# Robert Johansson
Robert Høneren Johansson (Lillehammer, 23 de marzo de 1990) es un deportista noruego que compite en salto en esquí.
Participó en dos Juegos Olímpicos de Invierno, obteniendo tres medallas en Pyeongchang 2018: oro en la prueba de trampolín grande por equipo (junto con Daniel-André Tande, Andreas Stjernen y Johann André Forfang), bronce en el trampolín normal individual y bronce en el trampolín grande individual, y el cuarto lugar en Pekín 2022, en el trampolín grande por equipo.
Ganó tres medallas en el Campeonato Mundial de Esquí Nórdico, en los años 2019 y 2021.
En los Juegos Europeos de Cracovia 2023 consiguió una medalla de plata en la prueba de trampolín normal por equipo mixto.

## Palmarés internacional
| Juegos Olímpicos   | Juegos Olímpicos            | Juegos Olímpicos  | Juegos Olímpicos         |
| Año                | Lugar                       | Medalla           | Prueba                   |
| ------------------ | --------------------------- | ----------------- | ------------------------ |
| 2018               | Pyeongchang (Corea del Sur) | Medalla de oro    | TG por equipo            |
| 2018               | Pyeongchang (Corea del Sur) | Medalla de bronce | TN individual            |
| 2018               | Pyeongchang (Corea del Sur) | Medalla de bronce | TG individual            |
| Campeonato Mundial |                             |                   |                          |
| Año                | Lugar                       | Medalla           | Prueba                   |
| 2019               | Seefeld (Austria)           | Medalla de bronce | TN equipo mixto          |
| 2021               | Oberstdorf (Alemania)       | Medalla de plata  | TG individual            |
| 2021               | Oberstdorf (Alemania)       | Medalla de plata  | TN por equipo mixto      |
| Juegos Europeos    |                             |                   |                          |
| Año                | Lugar                       | Medalla           | Prueba                   |
| 2023               | Zakopane (Polonia)          | Medalla de plata  | TN por equipo mixto (EV) |